# スリーコム
スリーコム（3Com、NASDAQ: COMS）(1979年 - 2010年)は、コンピュータネットワーク関連製品を製造、販売した米国企業である。
LANの一方式であるイーサネットの共同発明者の1人であるロバート・メトカーフらが1979年に設立。名称の由来は企業の主要業務を表す Computers, Communication and Compatibility（コンピュータ、通信、互換性）である。ネットワークカード、LANスイッチ、ルーター、無線LANアクセスポイント、VoIPシステム、侵入防止システムなどの製品を製造・販売していた。本拠地はマサチューセッツ州マールボローである。
2010年4月、ヒューレット・パッカード（HP）によるスリーコム（100%子会社のH3Cテクノロジーズなどの資産を含む）の完全買収により吸収合併され、登記された法人としては終焉した。

## 歴史

### 創業と成長期
ロバート・メトカーフはパロアルト研究所でイーサネットを発明し、1979年にスリーコム社を設立した。スリーコムは1980年代前半、LSI-11、IBM PC、VAXなどのコンピュータシステム向けに多数のイーサネット・アダプタカードを製造した。1980年代中ごろ、スリーコムはイーサネット技術に EtherSeries というブランド名をつけ、一方で Xerox Network Systems (XNS) プロトコルを使ったLAN上での各種サービスを提供するソフトウェアやPCベースの製品群を登場させた。その中には、EtherShare（ファイル共有）、EtherPrint（プリンタ共有）、EtherMail（電子メール）、Ether-3270（IBM端末エミュレーション）などがある。
同社のネットワークソフトウェア製品には以下のようなものがある。
- 3+Share: ファイルとプリンタ共有
- 3+Mail: 電子メール
- 3+Remote: PCのシリアルポート上での XNS プロトコルのルーティング
- NetConnect: 複数のイーサネット間での XNS プロトコルのルーティング
- 3+Open: マイクロソフトの LAN Manager をベースとしたファイルとプリンタ共有
- Etherterm: 端末エミュレーション
- Etherprobe: LAN解析ソフトウェア
- DynamicAccess: イーサネット上の負荷分散やリモートモニタリングのためのソフトウェア

また、システム製品としては以下のようなものがある。
- 3Server: 3+ サービス群が動作するサーバ型のPC
- 3Station: ディスクレス・ワークステーション

スリーコムは、1987年に Bridge Communications を買収するとその製品の品揃えを広げ始めた。MC68000プロセッサと XNS プロトコルを使った従来の Etherterm などと互換のある製品を提供し始めた。
- CS/1, CS/200 コミュニケーションサーバ（端末サーバ。シリアルI/Oしかないダム端末をイーサネットにまとめて接続するための機器）
- イーサネット・ブリッジと XNS ルータ
- GS/1-X.25 X.25 ゲートウェイ
- CS/1-SNA SNA ゲートウェイ
- NCS/1 （Sun-2 上で動作するネットワーク制御ソフトウェア）

1995年、キャンドルスティック・パークの命名権をサンフランシスコから取得し、毎年90万ドルを支払うようになった。この契約は2002年に終了した。

### USロボティクス買収と市場の変化
1997年、スリーコムはUSロボティクスと合併（事実上吸収）した。同社はモデム製造の大手であり、パームを傘下に納めていた。また、ダイヤルアップ・アクセスサーバ "Total Control Hub" シリーズでも知られていたが、スリーコムではこれを "Total Control 1000" として販売。1990年代中ごろインターネットが急激に成長したためISPがそういったアクセスサーバを大量に必要とし、シスコシステムズのAS5200アクセスサーバと対抗した。Total Control シリーズの製造部門は後にCommWorksの一部としてスピンオフされ、UTスターコムに買収された。
1998年8月、Bruce Claflin が COO（最高執行責任者）となった。モデム市場は急速に縮小していたため、スリーコムはDSL機器事業に進出したが、成功には至っていない。
サーバ用ネットワークカード (NIC) 事業はNIC市場でも最も利益率が高いが、スリーコムはここでインテルに次ぐ2位のシェアを占めていた。スリーコムはBroadcomとのジョイントベンチャーも行ったが、インテルを打ち負かすことはなかった。また、ギガビット・イーサネットカードの開発も社内で始めたものの、計画は中止された。後にブロードコムとジョイントベンチャーを始め、Broadcom の開発したASICを使ったアダプタを作り、スリーコムのブランド名で売ろうとした。そのベンチャーも後に空中分解し、スリーコムはギガビット・イーサネット製品を自力で開発する力を持っていなかった。
1999年、スリーコムは NBX というボストンの会社を買収した。これは中小企業向けのイーサネットベースの電話システムを販売している会社である。この製品はスリーコムの販売網で人気となり、目覚しい成長を見せた。完全なネットワーク電話システムを提供した最初の企業として、スリーコムはIP電話の技術の実用化に一定の貢献をしたと言えるだろう。
2000年3月、スリーコムはハイエンド・ルーター事業から撤退し、2000年6月には関連製品の販売が終了したが、これは顧客だった大手企業の怒りを買った。顧客はエクストリーム・ネットワークスやモトローラの製品に移行した。
2000年7月、パームを独立させた。株式公開後もスリーコムはパームの株式の80%を保有しているが、スリーコムの時価総額はパームの時価総額よりも小さかった。また、このとき同時にUSロボティクスも独立させた。

### 2001年以降、華為技術との合弁事業
2001年1月、Claflin はCEO（最高経営責任者）となった。前任のCEOである Eric Benhamou はハンドヘルドコンピュータ市場での失敗の責任をとる形で辞任した。この時点で同社の主力であるネットワークカード市場は急速に縮小していた。主な原因はサウスブリッジのチップセットにネットワーク機能が組み込まれてしまったことにある。同社は部門を売却して会社規模の縮小を図り始めた。これにより、12,000人だった従業員数が2,000人になった。
2003年5月、本社をサンタクララからマサチューセッツ州マールボローに移した。また中国の通信機器企業である華為技術（Huawei Technologies）との合弁会社ファーウエイスリーコム（Huawei-3Com Co., Ltd、後のH3Cテクノロジーズ）を中国にて創設し、製品をH3C（Huawei-3Com）のブランド名で中国と日本の市場に供給するようになった。なおそれ以外の市場にはスリーコムのブランド名での製品の供給を継続した。
2003年、スリーコムは子会社CommWorksをUTスターコムに売却した。
2006年1月、Claflin は同社を離れることを発表した。
2006年11月、スリーコムは8億8200万ドル支払うことで華為技術との合弁を解消し、合弁子会社ファーウエイスリーコムを100％完全子会社化、それによりファーウエイスリーコムはH3Cテクノロジーズ（H3C Technologies Co., Ltd）と社名変更を行った。
2007年9月、プライベート・エクイティ・ファンドであるベインキャピタルが華為技術からの出資を合せ、22億ドルでスリーコムを買収する計画が明らかになった。しかしアメリカ連邦政府は、華為技術に中国人民解放軍出身の役員が関わっており、セキュリティ製品を取り扱い米国内に多数の顧客を持つ米国企業スリーコムが買収されることに対し、安全保障上の懸念から規制を盾に待ったをかけ、2008年初めにこの計画は取り消された。

### HPによる買収
2009年11月11日、スリーコムとヒューレット・パッカード (HP) は、ヒューレット・パッカードがスリーコム（100%子会社のH3Cテクノロジーズなどの資産を含む）を27億ドル（現金）で買収することを発表。2010年4月12日、ヒューレット・パッカードはスリーコムの買収を完了。一株あたり7.90ドル、総額は約27億ドル。
買収により独立した法人としてのスリーコムは消滅したが、ヒューレット・パッカード (HP)と後継のヒューレット・パッカード・エンタープライズ（HPE）のネットワーク機器事業の礎となった。
スリーコムが華為技術（Huawei Technologies）との合弁事業およびその解消後使用したブランド名H3Cは、現在もヒューレット・パッカードのネットワーク製品の中国市場向け販売に使用されており（合弁当時はHuawei-3Comだが、現在は同じH3Cであるものの拠点の地名からHangzhou-3Com）、その一部にスリーコムの名を残している。なおこれは中国市場で馴染みのあったブランド名H3Cの継続使用であり、ヒューレット・パッカードおよび関連会社は現在華為技術の間に資本関係や提携関係はなく、製品の共同開発やOEMは行われていない。

## 製品

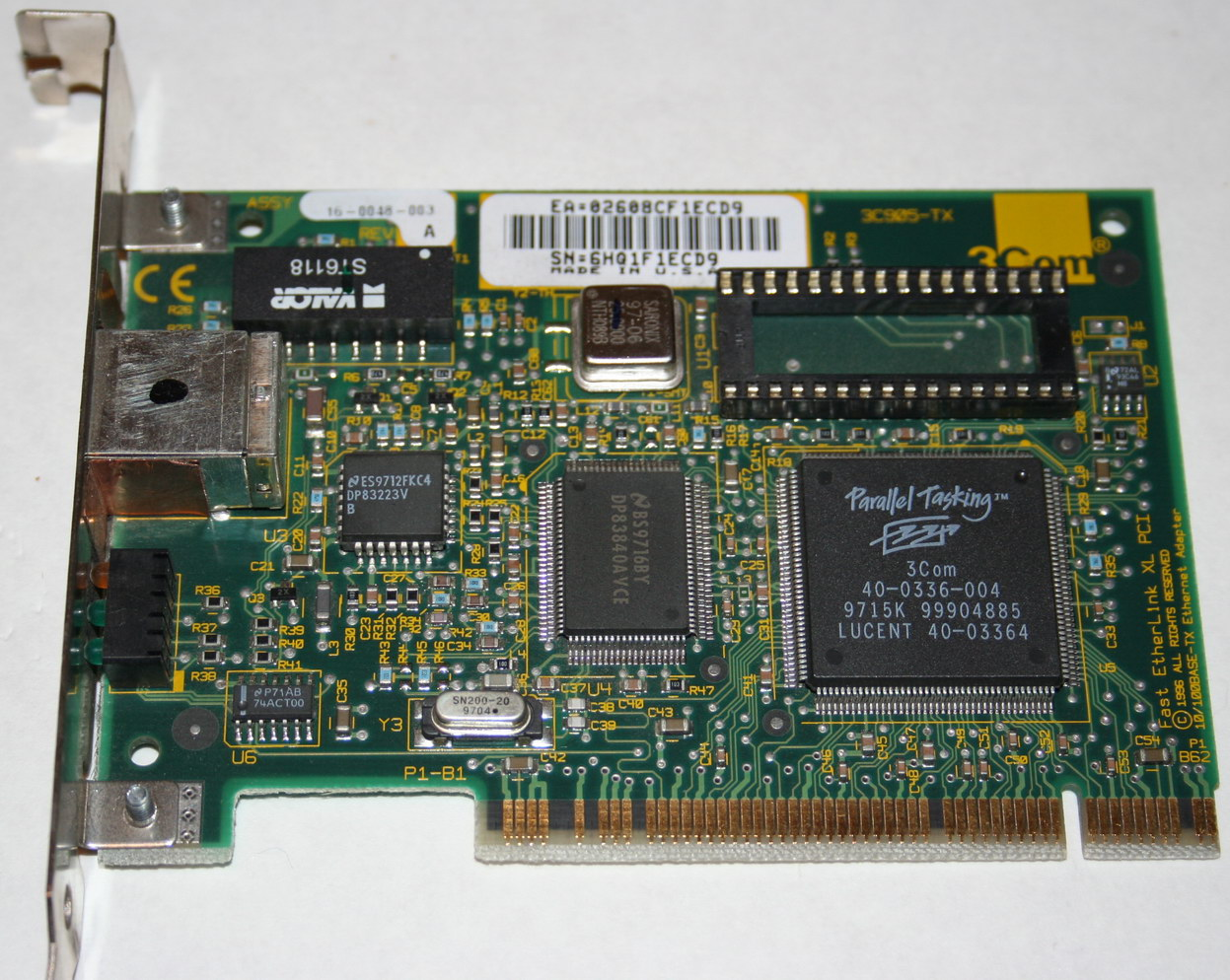
スリーコム製LANカード 3C905-TX 10/100 (PCI)

- LANインタフェースカード、スイッチ、ファイアウォール
- WANルーター
- アクセスポイントなど無線LAN製品
- インターネット・アクセスゲートウェイ（有線と無線）
- モデム
- ネットワーク管理アプリケーション
- ネットワークセキュリティ製品
- IP電話関連製品（構内交換機、内線電話など）。Session Initiation Protocol (SIP) 製品など。

## 買収
スリーコムは Convergent Technologies（UNIXワークステーション業者）に買収されそうになったが、直前になって取りやめとなった（1986年）。後にスリーコムは以下の企業群を買収している。
- Bridge Communications（1987年）
- BICC Data Networks（1992年）
- Star-Tek（1993年）
- Synernetics（1993年）
- Centrum（1994年）
- NiceCom（1994年）
- AccessWorks, Sonix Communications, Primary Access, Chipcom（1995年）
- Axon, OnStream Networks（1996年）
- USロボティクス（1997年）
- NBX（1999年）
- Kerbango（2000年）
- TippingPoint（2005年）
- Huawei-3Com (H3C) （2007年） - 華為技術の持分49%を8億8200万ドルで取得。